# Вашингтон (округ, Северная Каролина)
Округ Вашингтон (англ. Washington County) располагается в США, штате Северная Каролина. Официально образован в 1799 году. По состоянию на 2010 год, численность населения составляла 13 723 человек. Получил своё название по имени первого президента США Джорджа Вашингтона.

## География
По данным Бюро переписи США, общая площадь округа равняется 1098 км², из которых 901 км² суша и 197 км² или 17,89 % это водоемы.

### Соседние округа
- Човон (Северная Каролина) — север (через Албемарл-Саунд)
- Перкуиманс (Северная Каролина) — северо-восток (через Албемарл-Саунд)
- Тиррелл (Северная Каролина) — восток
- Хайд (Северная Каролина) — юго-восток
- Бофорт (Северная Каролина) — юго-запад
- Мартин (Северная Каролина) — запад
- Берти (Северная Каролина) — северо-запад

## Демография
По данным переписи населения 2000 года в округе проживает 13 723 жителей в составе 5 367 домашних хозяйств и 3 907 семей. Плотность населения составляет 15 человек на км². На территории округа насчитывается 6 174 жилых строений, при плотности застройки 7 строений на км². Расовый состав населения: белые — 48,28 %, афроамериканцы — 48,94 %, коренные американцы (индейцы) — 0,05 %, азиаты — 0,32 %, гавайцы — 0,04 %, представители других рас — 1,66 %, представители двух или более рас — 0,70 %. Испаноязычные составляли 2,27 % населения.
В составе 31,70 % из общего числа домашних хозяйств проживают дети в возрасте до 18 лет, 50,10 % домашних хозяйств представляют собой супружеские пары проживающие вместе, 18,80 % домашних хозяйств представляют собой одиноких женщин без супруга, 27,20 % домашних хозяйств не имеют отношения к семьям, 24,70 % домашних хозяйств состоят из одного человека, 11,70 % домашних хозяйств состоят из престарелых (65 лет и старше), проживающих в одиночестве. Средний размер домашнего хозяйства составляет 2,52 человека, и средний размер семьи 2,99 человека.
Возрастной состав округа: 26,00 % моложе 18 лет, 7,70 % от 18 до 24, 25,00 % от 25 до 44, 25,80 % от 45 до 64 и 15,50 % от 65 и старше. Средний возраст жителя округа 39 лет. На каждые 100 женщин приходится 89,70 мужчин. На каждые 100 женщин старше 18 лет приходится 86,10 мужчин.
Средний доход на домохозяйство в округе составлял 28 865 USD, на семью — 34 888 USD. Среднестатистический заработок мужчины был 27 058 USD против 19 477 USD для женщины. Доход на душу населения был 14 994 USD. Около 17,60 % семей и 21,80 % общего населения находились ниже черты бедности, в том числе — 31,50 % молодежи (тех кому ещё не исполнилось 18 лет) и 19,20 % тех кому было уже больше 65 лет.